# Nicolás Bonelli

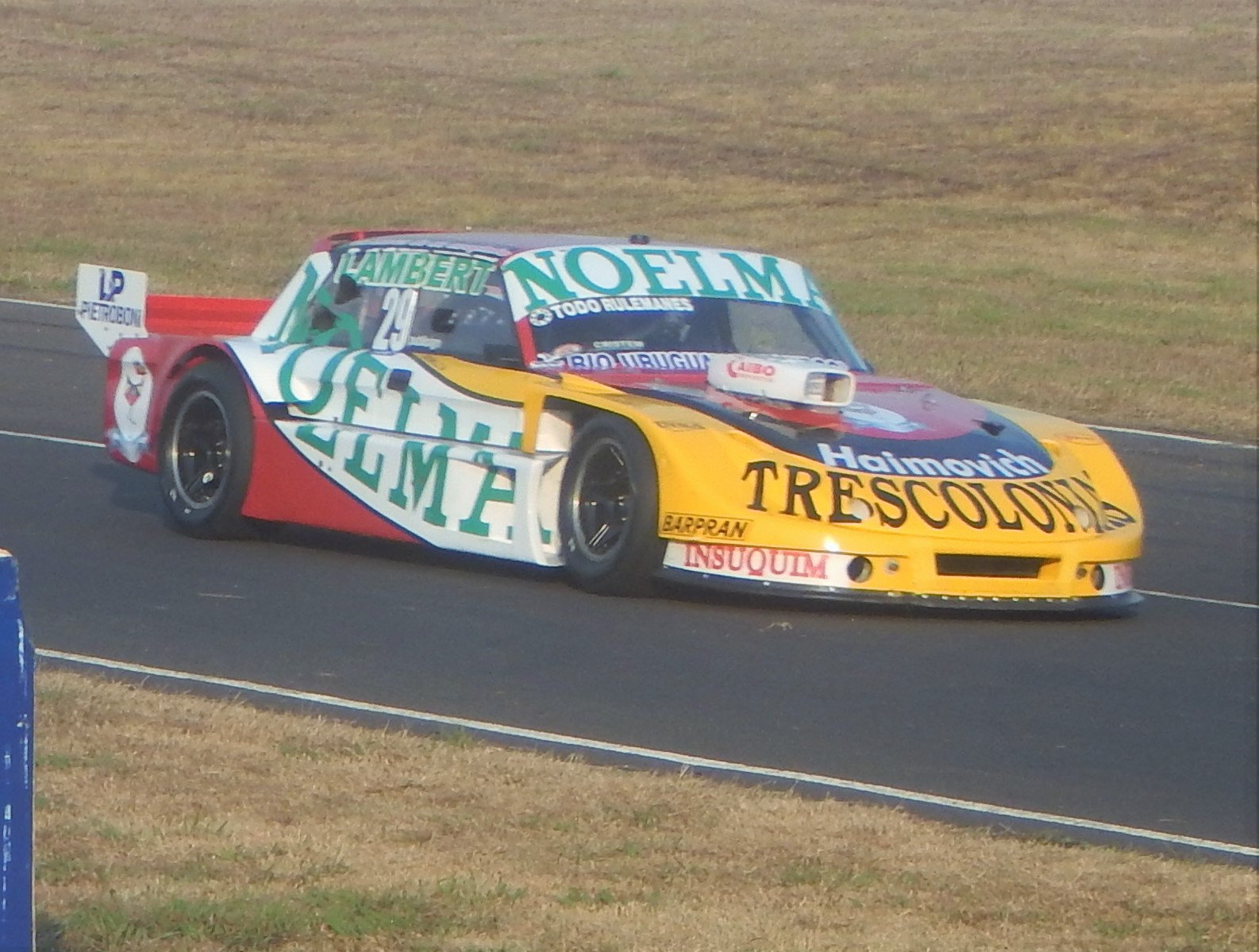
Ford Falcon utilizado por Nicolás Bonelli en 2015.

Nicolás Bonelli (Concepción del Uruguay, 25 de octubre de 1983) es un mecánico y piloto argentino de automovilismo de velocidad. Desarrolló su carrera deportiva compitiendo en karting y en Fórmulas provinciales. Sin embargo, su mayor experiencia la consiguió compitiendo al lado de su hermano mayor Próspero Bonelli, a quien, además de trabajar junto a él como mecánico en su propia estructura de Turismo Carretera, lo acompañaba como copiloto, corriendo en la categoría TC Pista.
Tras la histórica supresión de copilotos implementada por la ACTC, Nicolás Bonelli terminaría dando un fuerte impulso a su carrera deportiva como piloto al debutar en 2010 en la categoría TC Mouras, donde además de competir con un Ford Falcon del equipo de su hermano, terminó quedándose con el subcampeonato de ese año, y con un ascenso al TC Pista.
En 2011, compitió en el TC Pista, siempre apostando a la preparación propia con el trabajo que realiza en el Bonelli Competición junto a su hermano Próspero. En este año, clasificó al Play Off final para definir el título, llegando a la final con las mayores posibilidades de proclamarse campeón, sin embargo, en la última fecha terminó perdiendo el título en manos del piloto Leonel Sotro. Esto, sin embargo, no detuvo la escalada de Bonelli, quien por ser subcampeón recibió la habilitación oficial para ascender al Turismo Carretera

## Biografía
A pesar de haberse iniciado en los karts, Nicolás Bonelli adquirió su experiencia deportiva trabajando principalmente como mecánico en el taller de su casa familiar. Desde allí, se dedicó a la preparación de motores, lo que lo terminaría llevando a ser una de las piezas claves de la estructura que había montado su hermano Próspero, el Bonelli Competición. En ese lugar, Nicolás forjó no solo sus conocimientos de mecánica, sino también su primera base deportiva.
Dotado de una gran técnica, Nicolás Bonelli compitió en karts durante cuatro años, proclamándose campeón en 1993 del Provincial de karting. Sin embargo, tras este lauro terminó dejando momentáneamente su carrera para trabajar más de lleno en la atención de los autos de su hermano, durante la participación de este en las categorías Fórmula Entrerriana, Fórmula Renault Argentina y Súper Renault. Hasta que en 2003 nuevamente se subió a un automóvil, pero en este caso como copiloto de su hermano, en lo que fue el debut de la escudería en el TC Pista, antesala de la categoría más importante del país, el Turismo Carretera. Durante su carrera como copiloto, terminó compartiendo junto a su hermano el título de campeón de 2007.
Sin embargo, no todas fueron buenas para Nicolás, ya que ese año la Asociación Corredores de Turismo Carretera terminó dando la histórica decisión de suprimir a los copilotos de todas sus categorías, debido a la muerte del piloto de TC Guillermo Castellanos. Tras esta decisión, cerró el año viéndolo "de abajo", trabajando en la mecánica del coche. Esta decisión, sin embargo, terminó repercutiendo en su carrera, ya que al año siguiente comenzó a darle forma a su faceta conductiva.
En 2008, debutó como corredor en la categoría Fórmula Entrerriana, corriendo sin consistencia hasta el año siguiente. Tras su paso por las fórmulas en el bienio 2008-2009, recibió el apoyo de su hermano Próspero para competir en la categoría TC Mouras, segundo escalón de la ACTC para llegar al TC. Nuevamente, la unión de estos dos hermanos terminó rindiendo sus frutos en este caso, a favor de Nicolás quien terminó peleando ese año el título, quedándose finalmente con el subcampeonato por detrás del JP Racing una escudería de alto poder económico dentro del TC. El subcampeonato, le terminó reabriendo a Nicolás las puertas del TC Pista, pero en esta oportunidad como piloto.
En 2011, tuvo su debut como piloto en el TC Pista. Durante el desarrollo del torneo, consiguió clasificar a los Play off definitorios, para determinar quién sería el ganador de la Copa de Plata "Río Uruguay Seguros" y a la postre nuevo campeón de TC Pista. Ya en el Play Off, consiguió capitalizar errores ajenos y aprovechar el potencial del coche que le entregaba su equipo, cosechando una considerable suma de puntos, que lo pusieron a la vanguardia del torneo, hasta la última fecha. En ella, tanto él como su rival de turno Leonel Sotro, llegaron con las más claras chances de campeonar. Sin embargo, durante el desarrollo de las series y la carrera final, el coche de Bonelli le terminaría jugando una mala pasada, dejándole a Sotro el título servido. Finalmente, el subcampeonato quedó en poder del piloto de Concepción del Uruguay, como así también una de las habilitaciones para competir en el Turismo Carretera, sin embargo e su afán de poder conquistar el título, rehusaría de ese beneficio compitiendo una temporada más en TC Pista.
En 2012 encontró nuevamente en la segunda división de la Asociación Corredores de Turismo Carretera, siempre al mando de su unidad Ford Falcon, de la cual él mismo se encargaba de su preparación junto a su hermano mayor Próspero Bonelli. El panorama para él se mostró muy favorable a lo largo del torneo, clasificando por segunda vez consecutiva al Play Off por la Copa de Plata "Río Uruguay Seguros" y arribando a la última competencia como el piloto con mejores perspectivas a ganarla, debido a que en el año conseguiió subir al primer escalón del podio en su tercera presentación en la competencia desarrollada en el Autódromo Jorge Ángel Pena de Mendoza y al arribar a la última fecha como el primero de los pilotos clasificados que obtuvieran una victoria anual. De esta forma, es la segunda final consecutiva a la que arriba este piloto, quedando muy cerca de conseguir el objetivo por el cual rechazara el ascenso a la máxima categoría del automovilismo argentino.
Su mejor resultado dentro del Turismo Carretera es un segundo puesto, conseguido en el autódromo Hermanos Emiliozzi el 23 de agosto de 2015,

## Trayectoria
| Año  | Categoría                                 | Marca           |
| ---- | ----------------------------------------- | --------------- |
| 1990 | Campeonato Entrerriano de Karting         | Karting         |
| 1991 | Campeonato Entrerriano de Karting         | Karting         |
| 1992 | Campeonato Entrerriano de Karting         | Karting         |
| 1993 | Campeón Entrerriano de Karting            | Karting         |
| 1994 | Campeonato Entrerriano de Karting         | Karting         |
| 2003 | Copiloto en TC Pista                      | Ford Falcon     |
| 2004 | Copiloto en TC Pista                      | Ford Falcon     |
| 2005 | Copiloto en TC Pista                      | Ford Falcon     |
| 2006 | Copiloto en TC Pista                      | Ford Falcon     |
| 2007 | Copiloto en TC Pista                      | Ford Falcon     |
| 2008 | Debut en Fórmula Entrerriana              | Reynard-Renault |
| 2009 | Fórmula Entrerriana                       | Reynard-Renault |
| 2010 | Debut en TC Mouras. Subcampeón            | Ford Falcon     |
| 2011 | Debut en TC Pista. Subcampeón             | Ford Falcon     |
| 2012 | Subcampeón de TC Pista                    | Ford Falcon     |
| 2013 | Debut en Turismo Carretera                | Ford Falcon     |
| 2014 | Turismo Carretera                         | Ford Falcon     |
| 2015 | Turismo Carretera                         | Ford Falcon     |
| 2016 | Turismo Carretera                         | Ford Falcon     |
| 2017 | Turismo Carretera                         | Ford Falcon     |
| 2017 | Torneo de pilotos invitados del TC Mouras | Ford Falcon     |

### Resultados completos TC Mouras
| Temporadas          | Temporadas  | Fechas | Fechas | Fechas | Fechas | Fechas | Fechas | Fechas | Fechas | Fechas | Fechas | Fechas | Fechas | Fechas | Fechas | Posiciones finales  |
| Equipos             | Automóvil   | Fechas | Fechas | Fechas | Fechas | Fechas | Fechas | Fechas | Fechas | Fechas | Fechas | Fechas | Fechas | Fechas | Fechas | Posiciones finales  |
| ------------------- | ----------- | ------ | ------ | ------ | ------ | ------ | ------ | ------ | ------ | ------ | ------ | ------ | ------ | ------ | ------ | ------------------- |
| 2010                | 2010        | 01     | 02     | 03     | 04     | 05     | 06     | 07     | 08     | 09     | 10     | 11     | 12     | 13     | 14     | 2.º (223.75 puntos) |
| Bonelli Competición | Ford Falcon | 10     | 26     | 25     | 19     | 3.º    | 1.º    | 12     | 12     | 1.º    | 1.º    | 18     | 6.º    | 3.º    | 1.º    | 2.º (223.75 puntos) |

## Palmarés
| Título     | Categoría | Automóvil   | Año  |
| ---------- | --------- | ----------- | ---- |
| Subcampeón | TC Mouras | Ford Falcon | 2010 |
| Subcampeón | TC Pista  | Ford Falcon | 2011 |
| Subcampeón | TC Pista  | Ford Falcon | 2012 |

### Otras distinciones
| Título  | Categoría           | Año  |
| ------- | ------------------- | ---- |
| Campeón | Karting Entrerriano | 1993 |